# Promontorio, dune e zona umida di Porto Pino
Promontorio, dune e zona umida di Porto Pino este o arie protejată (arie specială de conservare — SAC, sit de importanță comunitară — SCI) din Italia întinsă pe o suprafață de 2.697 ha, din care 18 % marine.

## Localizare
Centrul sitului Promontorio, dune e zona umida di Porto Pino este situat la coordonatele 38°58′43″N 8°35′46″E / 38.978611°N 8.596111°E.

## Înființare
Situl Promontorio, dune e zona umida di Porto Pino a fost declarat sit de importanță comunitară în septembrie 1995 pentru a proteja 1 specie de plante și 32 de specii de animale. Situl a fost protejat și ca arie specială de conservare în ianuarie 2022.

## Biodiversitate
Situată în ecoregiunea mediteraneană, aria protejată conține 26 de habitate naturale: Dune mobile de-a lungul țărmului cu Ammophila arenaria („dune albe”), Pseudostepă cu ierburi și specii anuale de Thero-Brachypodietea, Faleze cu vegetație de Limonium spp. endemic de pe coastele mediteraneene, Tufărișuri termo-mediteraneene și de pre-deșert, Golfuri mici largi și golfuri puțin adânci, Recifuri, Formațiuni scunde de Euphorbia în apropierea falezelor, Pășuni mediteraneene udate de apa mării (Juncetalia maritimi), Straturi cu Posidonia (Posidonion oceanicae), Dune mobile cu vegetație embrionară, Stepe sărăturate mediteraneene (Limonietalia), Salicornia și alte specii anuale care populează regiunile mlăștinoase și nisipoase, Peșteri marine scufundate complet sau parțial, Tufărișuri halofile mediteraneene și termo-atlantice (Sarcocornetea fruticosi), Tufărișuri halo-nitrofile (Pegano-Salsoletea), Dune cu vegetație ierboasă Malcolmietalia, Dune de coastă cu Juniperus spp., Vegetație anuală la limita mareei, Bancuri de nisip acoperite în permanență slab de apă marină, Dune cu tufărișuri sclerofile Cisto-Lavenduletalia, Dune cu vegetație ierboasă Brachypodietalia cu specii anuale, Dune de pe litoral fixate cu Crucianellion maritimae, Dune împădurite cu Pinus pinea și/sau Pinus pinaster, Matorral arborescenți cu Juniperus spp., Păduri de Olea și Ceratonia, Lagune de coastă.
La baza desemnării sitului se află mai multe specii protejate:
- plante (1): Limonium insulare
- păsări (27): pescăruș albastru (Alcedo atthis), rață mare (Anas platyrhynchos), fâsă-de-câmp (Anthus campestris), egretă mare (Ardea alba), stârc roșu (Ardea purpurea), pasărea ogorului (Burhinus oedicnemus), ciocârlie-cu-degete-scurte (Calandrella brachydactyla), caprimulg (Caprimulgus europaeus), prundăraș de sărătură (Charadrius alexandrinus), erete de stuf (Circus aeruginosus), erete vânăt (Circus cyaneus), egretă mică (Egretta garzetta), Falco eleonorae, găinușă de baltă (Gallinula chloropus), stârc pitic (Ixobrychus minutus), Larus genei, ciocârlie de pădure (Lullula arborea), stârc de noapte (Nycticorax nycticorax), vultur pescar (Pandion haliaetus), Phalacrocorax aristotelis desmarestii, Phoenicopterus ruber, ploier auriu (Pluvialis apricaria), ciocântors (Recurvirostra avosetta), chiră mică (Sternula albifrons), Sylvia sarda, chiră de mare (Thalasseus sandvicensis), fluierar de mlaștină (Tringa glareola)
- nevertebrate (1): Brachytrupes megacephalus
- pești (1): Aphanius fasciatus
- reptile (3): Caretta caretta, țestoasa de baltă (Emys orbicularis), Euleptes europaea

Pe lângă speciile protejate, pe teritoriul sitului au mai fost identificate 1 specie de plante, 51 de specii de păsări, 2 specii de amfibieni, 3 specii de reptile.